# Jiaohu
Jiaohu (kinesiska: 焦虎, 焦虎乡) är en socken i Kina. Den ligger i provinsen Henan, i den centrala delen av landet, omkring 100 kilometer nordost om provinshuvudstaden Zhengzhou. Antalet invånare är 53 528. Befolkningen består av 26 705 kvinnor och 26 823 män. Barn under 15 år utgör 22,0 %, vuxna 15-64 år 67 %, och äldre över 65 år 9,0 %.
Genomsnittlig årsnederbörd är 705 millimeter. Den regnigaste månaden är juli, med i genomsnitt 211 mm nederbörd, och den torraste är januari, med 7 mm nederbörd.